# 歐得洋
歐得洋（英語：Ocean Ou，1969年10月12日—），本名沈益嶒，台灣男歌手。曾經在1991年以沈煒傑的藝名，和歌手任潔玲合唱一首《通往溫柔的路》。
1999年以三人美聲合唱團體Y.I.Y.O之成員身分出道，於2002年發出第二張專輯後解散。2003年以歐得洋為新藝名重新出發，前三張專輯皆以虛擬歌手方式發片。2008年才以真實面貌示人。

## 專輯

### 任潔玲《通往溫柔的路》專輯
- 《通往溫柔的路》- 以沈煒傑的藝名，收錄於1991年任潔玲《通往溫柔的路》專輯

### Y.I.Y.O
- 《Y.I.Y.O同名專輯》- 1999年8月
- 《大風吹》- 2002年5月

### 音樂錄影帶(MV)
- 《小夫妻》- 與新加坡歌手蔡淳佳合作。

### 北半球有歐得洋
- 《北半球有歐得洋》- 2003年11月5日艾迴唱片發行

### 歐得洋看見六色彩虹
- 《歐得洋看見六色彩虹》- 2005年5月艾迴唱片發行

### 有故事的人單曲EP
- 《有故事的人》單曲EP- 2005年10月新加坡華納唱片發行

### 101封情書
- 《101封情書》- 2007年7月華納唱片發行

### 歐歌真愛精選
- 《歐歌真愛精選集 》- 2008年2月(精選輯)華納唱片發行
- 《歐歌真愛精選卡拉DVD 》- 2008年2月新加坡華納唱片發行

### 起飛單曲EP
- 《起飛》單曲EP  - 2009年5月

### 留給幸福的十張紙條
- 2011年首張創作大碟「留給幸福的十張紙條」-2011年11月

### 因為有你
- 2015年創作專輯《因為有你》-2015年3月

### 數位單曲
- 2016年  5月20日 數位發行單曲《CP HAPPY》
- 2017年 7月21日 數位發行單曲《向前走》
- 2019年  8月12日 數位發行單曲《慢慢來》
- 2019年12月16日 數位發行單曲《我不是商人》
- 2020年  9月11日 數位發行單曲《不妥》
- 2020年10月25日 數位發行單曲《暖暖月光》
- 2021年  2月 1日 數位發行單曲 VS 穆靖雅《天生一對》
- 2021年  6月24日 數位發行單曲《你像極了另一個我》
- 2021年  8月12日 數位發行單曲 VS 雅心《天生一對》
- 2021年  9月16日 數位發行單曲《我的南京》
- 2022年  1月13日 數位發行單曲《歸期》
- 2022年  4月12日 數位發行單曲 重新編曲《當你孤單你會想起誰》
- 2022年  9月 1日 數位發行單曲《一直在一起好嗎》
- 2023年  2月 7日 數位發行單曲《Go!DreamLand》
- 2023年 12月 2日 數位發行單曲《凌晨看海》
- 2024年  6月20日 數位發行單曲《保持聯繫》
- 2024年  8月20日 數位發行單曲《Who is I(我是你的誰）》vs劉庸